# Romauldo

Romualdo Hill im Norden der Insel

Romauldo ist eine Anhöhe auf der Insel Angaur im Inselstaat Palau im Pazifik.

## Geographie
Die Anhöhe liegt nördlich der Siedlung Ngaramasch am Rand der so genannten Angaur Bowl. Auf dem Gipfel der Anhöhe gibt es einen Aussichtspunkt über die Feuchtgebiete der Umgebung. Sie erhebt sich auf ca. 45 m.